# Asunafo North
Asunafo North är ett distrikt i Ghana.   Det ligger i regionen Brong-Ahaforegionen, i den sydvästra delen av landet, 300 km nordväst om huvudstaden Accra. Antalet invånare är 110 827. Arean är 1 022 kvadratkilometer.
Terrängen i Asunafo North är platt åt nordost, men åt sydväst är den kuperad.